# On Tour (Alquin)
On Tour is een muziekalbum uit 1976 van de Nederlandse muziekgroep Alquin.

## Geschiedenis
On Tour werd opgenomen tijdens de tweede Holland Tour van de band in 1976.
Dit zou voorlopig het laatste album van de groep blijken te zijn. Alquin besloot zichzelf op te heffen nadat een Amerikaanse tournee werd afgelast. De groepsleden hadden geen zin om plaatselijke beroemdheden te zijn, en er traden muzikale meningsverschillen op. Pas na 27 jaar verscheen er een nieuw album, One More Night,  met ook wat nieuwe muziek. Geconstateerd werd dat vervolgalbums gewoon aansloten op Best Kept Secret, alsof de band nooit was weggeweest.
In 1977 volgde nog Crash, een verzamelalbum uitgebracht door platenmaatschappij Polydor na de opheffing van de band.

## Musici
- Michel van Dijk – zang
- Ferdinand Bakker – gitaar
- Ronald Ottenhoff – saxofoons
- Dick Franssen – toetsinstrumenten
- Jan Visser – basgitaar
- Job Tarenskeen – slagwerk

## Tracklist
| Nr. | Titel                                             | Duur  |
| --- | ------------------------------------------------- | ----- |
| 1.  | Sunrise, Wake me up (voorheen New Guinea Sunrise) | 6;15  |
| 2.  | L.A. Rendezvous                                   | 3:31  |
| 3.  | The Dance                                         | 15:23 |
| 4.  | High Rockin’                                      | 5:39  |
| 5.  | Amy / I Wish I Could                              | 10:19 |
| 6.  | Wheelchair Groupie                                | 3:34  |

Alquin On Tour op compact disc was alleen verkrijgbaar in de verzameldisc Alquin 3 Originals (Polydor 559914-2)
( Universal – 559 914-2, Universal – 559 915-2, Universal – 559 916-2 ) ( 1999 )
Alquin On Tour op compact disc was alleen verkrijgbaar in de verzameldisc The First Five + Bonus CD, 6 × CD, Compilation, Stereo
( Universal – 7791-7 ) ( 2019 )
9-4

## Hitnotering

### NederlandseAlbum Top 100
| Hitnotering: 20-11-1976 t/m 08-01-1977 | Hitnotering: 20-11-1976 t/m 08-01-1977 | Hitnotering: 20-11-1976 t/m 08-01-1977 | Hitnotering: 20-11-1976 t/m 08-01-1977 | Hitnotering: 20-11-1976 t/m 08-01-1977 | Hitnotering: 20-11-1976 t/m 08-01-1977 | Hitnotering: 20-11-1976 t/m 08-01-1977 | Hitnotering: 20-11-1976 t/m 08-01-1977 | Hitnotering: 20-11-1976 t/m 08-01-1977 | Hitnotering: 20-11-1976 t/m 08-01-1977 |
| Week                                   | 01                                     | 02                                     | 03                                     | 04                                     | 05                                     | 06                                     | 07                                     | 08                                     |                                        |
| -------------------------------------- | -------------------------------------- | -------------------------------------- | -------------------------------------- | -------------------------------------- | -------------------------------------- | -------------------------------------- | -------------------------------------- | -------------------------------------- | -------------------------------------- |
| Nummer                                 | 44                                     | 38                                     | 31                                     | 31                                     | 34                                     | 46                                     | 46                                     | 50                                     | uit                                    |